# Pál Fischer
Dans le nom hongrois Fischer Pál, le nom de famille précède le prénom, mais cet article utilise l’ordre habituel en français Pál Fischer, où le prénom précède le nom.
Pál Fischer, né le 29 janvier 1966 à Pilisszántó, est un footballeur international hongrois, qui jouait au poste d'attaquant.
Il a fini meilleur buteur du championnat de Hongrie lors de la saison 1991-92 avec 19 buts (à égalité avec Ferenc Orosz).

## Palmarès
- Champion de Pays-Bas en 1990 avec l'Ajax Amsterdam.
- Vainqueur de la Coupe de Hongrie en 1991 avec Ferencváros TC.
- Champion de Hongrie en 1993 avec le Kispest Honvéd.